# Zé Pequeno
Pour les articles homonymes, voir Ze Pequeño (groupe).
José Eduardo Barreto Conceição, ou Zepek, connu comme « Dadinho », né le 11 avril 1957 à Rio de Janeiro et mort le 25 décembre 1985 dans la même ville, est un criminel carioca de la favela Cidade de Deus (« Cité de Dieu ») durant les années 1970 et 1980, dont l'histoire a été retranscrite de manière semi fictionnelle dans le livre et surtout le film La Cité de Dieu (2002), où il est interprété par Leandro Firmino (adulte) et Douglas Silva (enfant). Dans le livre dont le film s'inspire, écrit par l'auteur brésilien Paulo Lins, il est appelé Zé Rikiki.

## Biographie
Zé Pequeno est visiblement né à la fin des années 1950 ou au début des années 1960. À cette époque, il est surnommé Dadinho (« Le Petit Dé »). Il est, avec son ami Béné, le seul qui suit le « Trio Ternura », un groupe de voleurs dépouillant des camions de bouteilles de gaz.
Il se comporte de manière brutale avec les gens qui l'entourent, que ce soit des enfants ou des adultes. Son nom signifie « Le Petit Zé » en portugais. Zé est un personnage psychopathe qui montre de manière précoce un goût pour le meurtre. Alors que les autres membres des gangs des favelas recherchent, pour la plupart, à s'aménager une vie confortable, Zé est incapable d'aimer et ne vit que pour l'argent et le pouvoir. Il a cependant un ami, Béné, son parfait opposé, qui parvient régulièrement à empêcher Zé de tuer.

## Au cinéma
Zé Pequenio est un personnage culte du célèbre film brésilien La Cité de Dieu (2002), qui raconte l'histoire de Busca-Pé, un adolescent assez pauvre qui essaie de survivre dans les ghettos du Brésil.